# Štrbské pleso
Štrbské pleso (en húngaro: Csorba o Csorba tó, en alemán: Tschirmer See) es un lago glaciar de montaña en los Altos Tatras en el Parque nacional Tatra, concretamente en el pueblo de Štrbské Pleso, que deriva su nombre del lago. Se encuentra en Eslovaquia. Permanece 155 días al año en estado de congelamiento.